# Pheroliodes delticus
Pheroliodes delticus är en kvalsterart som beskrevs av Baranek 1984. Pheroliodes delticus ingår i släktet Pheroliodes och familjen Pheroliodidae. Inga underarter finns listade i Catalogue of Life.